# Ma'agan Micha'el
Ma'agan Micha'el (hebrejsky מַעֲגַן מִיכָאֵל, doslova „Michaelovo kotviště“, v oficiálním přepisu do angličtiny Ma'agan Mikha'el) je vesnice typu kibuc v Izraeli, v Haifském distriktu, v Oblastní radě Chof ha-Karmel.

## Geografie
Leží 1 kilometr od břehů Středozemního moře, cca 55 kilometrů severoseverovýchodně od centra Tel Avivu, cca 28 kilometrů jihojihozápadně od centra Haify a 12 kilometrů severně od města Chadera, v nadmořské výšce 11 metrů v hustě osídlené a zemědělsky intenzivně využívané pobřežní nížině.
Na východ od vesnice se zvedá výšiny Ramat ha-Nadiv se skalním stupněm Cukej Chotem, která tvoří nejzazší jihozápadní výběžek pohoří Karmel. K vesnici z ní stéká vádí Nachal Kevara. Jižně od vesnice vede velké vádí Nachal Taninim, do kterého z Ramat ha-Nadiv přitéká menší vádí Nachal Timsach a od jihu tok Nachal Ada. Krajinu v bezprostředním okolí vesnice člení rozsáhlé plochy umělých vodních nádrží. Z nížiny zde vystupují jen pahorky Tel Šariš a Tel Avdan. Dál k severu od obce ústí do moře vádí Nachal Dalija.
Ma'agan Micha'el obývají Židé, přičemž osídlení v tomto regionu je převážně židovské. Ovšem 2 kilometry jižně od kibucu stojí město Džisr az-Zarka osídlené izraelskými Araby. Obec je na dopravní síť napojena pomocí dálnice číslo 4. Podél východního okraje obce rovněž probíhá (ovšem bez napojení) dálnice číslo 2.

## Dějiny
Ma'agan Micha'el byl založen v roce 1949. Za vznikem kibucu stálo Palestinské židovské kolonizační sdružení. První skupina osadníků sem přišla 25. srpna 1949. Šlo o 154 dospělých členů kibucu a 44 dětí. Od té doby vesnice vyrostla v populačně největší izraelský kibuc. Obec byla pojmenována podle Michaela Polaka, který byl významným sponzorem této organizace.
Zakládající skupina osadníků se zformovala již roku 1942 a provizorně sídlila a procházela výcvikem v Pardes Chana. Většinou šlo o židovské přistěhovalce z Německa a Rakouska. Později je doplnili i Židé původem z arabských zemí a rodilí Izraelci.
Místní ekonomika je založena na zemědělství a průmyslu. Západně od vesnice se rozkládají rozsáhlé umělé rybníky zaměřené na chov ryb.

## Demografie
Podle údajů z roku 2014 tvořili naprostou většinu obyvatel v Ma'agan Micha'el Židé (včetně statistické kategorie "ostatní", která zahrnuje nearabské obyvatele židovského původu ale bez formální příslušnosti k židovskému náboženství).
Jde o menší sídlo vesnického typu s dlouhodobě rostoucí populací. K 31. prosinci 2014 zde žilo 1834 lidí. Během roku 2014 populace stoupla o 3,7 %.
| Rok            | 1961 | 1972 | 1983 | 1995 | 2001 | 2003 | 2004 | 2005 | 2006 | 2007 | 2008 | 2009 | 2010 | 2011 | 2012 | 2013 | 2014 |
| -------------- | ---- | ---- | ---- | ---- | ---- | ---- | ---- | ---- | ---- | ---- | ---- | ---- | ---- | ---- | ---- | ---- | ---- |
| Počet obyvatel | 589  | 849  | 1031 | 1208 | 1310 | 1323 | 1331 | 1340 | 1359 | 1395 | 1442 | 1522 | 1592 | 1648 | 1732 | 1768 | 1834 |